# Bourletiella xeromorpha
Bourletiella xeromorpha är en urinsektsart som beskrevs av Jerry Allen Snider 1978. Bourletiella xeromorpha ingår i släktet Bourletiella och familjen Bourletiellidae. Inga underarter finns listade.